# Borski II

Borski II

Borski II a

Borski II (Borsken, Borschen, Borcke) – kaszubski herb szlachecki. Ze względu na specyficzną historię regionu, mimo przynależności do Rzeczypospolitej, rodzina i herb nie zostały odnotowane przez polskich heraldyków.

## Opis herbu
Według Przemysława Pragerta herb występował w co najmniej dwóch wariantach. Opisy z wykorzystaniem zasad blazonowania, zaproponowanych przez Alfreda Znamierowskiego:
Borski II: W polu zielonym dwa psy myśliwskie srebrne biegnące, w słup. W klejnocie nad hełmem bez korony róg myśliwski czarny z okuciem i nawiązaniem srebrnymi wylotem w lewo. Labry zielone, podbite srebrem.
Borski IIa (Kos II odmienny): W polu błękitnym dwa charty srebrne, wspięte, naprzeciwko siebie. W klejnocie nad hełmem bez korony róg myśliwski czarny wylotem w prawo, bez okuć i nawiązania, nad nim półksiężyc srebrny z twarzą, nad którego rogami po gwieździe złotej.

## Najwcześniejsze wzmianki
Herb w wariancie pierwszym pojawił się na mapie Pomorza Lubinusa z 1618, wzmiankowany też w Nowym Siebmacherze i Pommersches Wappenbuch Bagmihla. Wariant drugi wymieniany przez Nowego Siebmachera.
Wariant drugi herbu jest niemal identyczny z herbem Kos II, różni się ułożeniem elementów w klejnocie. Dlatego też Pragert klasyfikuje go jako odmianę Borskiego II, bądź Kosa II.

## Rodzina Borski
Rodzina używająca herbu w wariancie pierwszym posiadała część Paraszyna i wybudowania w Porzeczu. Z roku 1575 pochodzi wzmianka o Jürgenie von Borsken, który otrzymał potwierdzenie lenna na te dobra. Podobnego herbu używała rodzina zachodniopomorska Borków, co może świadczyć o dalekim pokrewieństwie obu rodów, bądź przywłaszczeniu sobie herbu bardziej znaczącego rodu przez Borskich. Rodzina Borskich w ziemi lęborskiej miała używać przydomka Koss i herbu podobnego do Kosa II. Nie wiadomo, czy został on przyjęty wraz z przydomkiem przez jakieś koligacje rodzinne (co przeczyłoby pokrewieństwu Borskich z lęborskiego z Borskimi z Paraszyna).
Istniały inne rodziny o nazwisku Borski, mieszkające w tej samej okolicy, używające innych herbów (Borski, Borski III). Ponieważ heraldycy często mieszali te rodziny, ciężko jest określić, który konkretny Borski używał danego herbu.

## Herbowni
Borski (Borsken, Borschen, Borcke).